# Amata cocandica
Amata cocandica là một loài bướm đêm thuộc phân họ Arctiinae, họ Erebidae.